# Rue Coysevox (Lyon)
Pour les articles homonymes, voir Rue Coysevox.
La rue Coysevox est une courte voie du quartier des pentes de la Croix-Rousse à Lyon, en France.  

## Situation et accès
D'orientation nord-sud, elle relie la rue René-Leynaud et la rue des Capucins dans le 1er arrondissement de Lyon. 

## Origine du nom
Elle porte le nom du sculpteur Antoine Coysevox, né à Lyon en 1640 et mort à Paris en 1720. Ce nom est attesté en 1821. La voirie se prolonge au sud sous le nom de rue Coustou, en hommage aux frères sculpteurs lyonnais Guillaume et Nicolas Coustou, neveux de Coysevox.